# Diocèse de Jaca
 (novembre 2024).
Si vous disposez d'ouvrages ou d'articles de référence ou si vous connaissez des sites web de qualité traitant du thème abordé ici, merci de compléter l'article en donnant les références utiles à sa vérifiabilité et en les liant à la section « Notes et références ».
Le diocèse de Jaca (en latin : Diœcesis Iacensis ; en espagnol : diócesis de Jaca) est un diocèse de l'Église catholique en Espagne, suffragant de l'archidiocèse de Pampelune et Tudela.

## Territoire

Carte des diocèses d'Espagne avec le diocèse de Jaca en rouge.

Il est situé en partie sur la province de Huesca avec la comarque de Alto Gállego, de Jacétanie et une partie de la comarque de Hoya de Huesca (ces deux comarques sont à cheval sur la province de Huesca et la province de Saragosse) avec les villes de Agüero, Las Peñas de Riglos, Murillo de Gállego, Santa Eulalia de Gállego (le reste de la comarque de Hoya de Huesca fait partie du diocèse de Huesca), une partie de la comarque de Sobrarbe avec les villes de Broto, Fiscal, Torla (le reste de la comarque se trouve dans le diocèse de Barbastro-Monzón sauf Bárcabo dans le diocèse de Huesca). Une partie de la province de Saragosse avec la comarque de Cinco Villas (sauf les villes de Asín, Castejón de Valdejasa, Ejea de los Caballeros, Las Pedrosas, Sierra de Luna, Tauste de l'archidiocèse de Saragosse) et la ville de Petilla de Aragón de la comarque de Sangüesa mais enclavée dans la comarque de Cinco Villas.
Le diocèse de Jaca est suffragant de l'archidiocèse de Pampelune et Tudela avec son évêché à Jaca où se trouve la cathédrale Saint-Pierre, le territoire du diocèse couvre une superficie de 5896 km2 avec 181 paroisses regroupées en 4 archidiaconés.

## Histoire
La ville de Jaca appartenait au diocèse de Huesca quand les musulmans prennent Huesca en l'an 713, l'évêque fuit et le diocèse est gouverné par des évêques itinérants, appelés aragonensis episcopus ou suborensis résidant notamment au monastère Saint-Adrien de Sasabe. Ferriolo, premier évêque d'Aragon est mentionné dans les chroniques du début du Xe siècle. Trois autres évêques lui succèdent jusqu'en 1076 où l'évêché de Jaca est établi. Avant cela, le monastère Saint-Jean de la Peña ou le monastère Saint-Pierre de Siresa sont aussi des lieux de résidence des évêques d'Aragon. Avec la reconquête de Huesca par Pierre Ier d'Aragon en 1096, l'évêque retourne sur son siège et Jaca perd son autonomie et les prélats sont nommés évêques de Huesca-Jaca.
Le 8 mars 1573, le diocèse de Jaca est créé par la séparation avec le diocèse de Huesca à la demande du roi Philippe II. Le territoire affecté au nouveau diocèse reste inchangé jusqu'en 1785, où une bulle de Pie VI annexe l'archidiaconé de Valdonsella appartenant au diocèse de Pampelune. Cependant, en 1903, la paroisse de Pradilla s'agrège, ainsi que l'archidiaconé de Valdonsella, à l'archidiocèse de Saragosse. Entre le 23 et 25 août 1899, se déroule un synode diocésain avec la présence de plus d'une centaine de prêtres du diocèse.
Par le décret Cesaraugustae et aliorum du 2 septembre 1955, sont incorporés au diocèse de Jaca les paroisses de Lacorvilla (es), Luna, Valpalmas, Erla, (appartenant auparavant à l'archidiocèse de Saragosse) Broto, Buesa, Sarvisé, Asín de Broto, Bujaruelo, Torla, Viu, Linás Broto, Fragen, Oto, S. Felices, Fuencalderas et Marracos (appartenant au diocèse de Huesca). De même, la paroisse de Eres s'annexe au diocèse de Huesca. Le 11 août 1956, le pape Pie XII promulgue la bulle par laquelle le diocèse de Pampelune est élevé au rang d'archidiocèse métropolitain avec le diocèse de Jaca comme suffragant.
En 2008, les archidiaconés de Berdún et Jaca, d'une part et ceux de Erla et Uncastillo d'autre part, sont fusionnés et rebaptisés en archidiaconés de Jaca-Berdún et archidiaconés de Erla-Uncastillo, ainsi, depuis lors, le diocèse est divisé en quatre archidiaconés : Biescas, Erla-Uncastillo, Berdún et Jaca-Sabiñánigo. Le 30 mars 2008, lors d'une messe solennelle dans l'église paroissiale de Sallent de Gallego, Mgr Jesús Sanz Montes (es) consacre le diocèse de Jaca à la Divine Miséricorde.